# Lemene
Lemene je rijeka na istoku Sjeverne Italije duga 45 km. 

## Zemljopisne karakteristike
Rijeka Lemene nastaje spajanjem više potoka, koji izviru na južnim obroncima Alpa, kod grada Casarsa della Delizia (Pokrajina Pordenone), na nadmorskoj visini od 45 m.
Od tamo teče prema jugu, nakon što dođe do Portogruara prima pritoku Reghenu, nakon što prođe grad Concordia Sagittaria uvire u Lagunu Caorle koja je s kanalom Nicesolo spojena sa
Jadranskim morem.

## Vanjske poveznice
- Fiume Lemene na portalu Fiumi Italiani (tal.)